# Coppa del Re 2020-2021
La Coppa del Re 2020-2021 (in spagnolo Copa del Rey) è stata la 119ª edizione del torneo. La competizione è iniziata l'11 novembre 2020 ed è terminata il 17 aprile 2021 con la vittoria del Barcellona, al suo trentunesimo titolo.

## Formula del torneo
Il 14 settembre 2020 l'assemblea della RFEF ha confermato il format della passata edizione e comunicato le date del calendario. Questa edizione prevede la partecipazione di 126 squadre e l'adozione di scontri di sola andata, tranne per le semifinali.
| Turno                | Sorteggio   | Data           | Incontri | Squadre   | Dettagli |
| -------------------- | ----------- | -------------- | -------- | --------- | --- |
| Eliminatoria         | 29 ottobre  | 11 novembre    | 10       | 122 → 112 | Partecipano i campioni di ognuna delle 20 federazioni territoriali, accoppiati in base a criteri di vicinanza geografica |
| Primo turno          | 16 novembre | 15-30 dicembre | 56       | 112 → 56  | Partecipano tutte le squadre, tranne le quattro qualificate alla Supercopa de España 2021                                |
| Secondo turno        | 18 dicembre | 5-7 gennaio    | 28       | 56 → 28   | |
| Sedicesimi di finale | 8 gennaio   | 16-20 gennaio  | 16       | 32 → 16   | Entrano le quattro qualificate alla Supercopa de España 2021                                                             |
| Ottavi di finale     | 22 gennaio  | 26-28 gennaio  | 8        | 16 → 8    | |
| Quarti di finale     | 29 gennaio  | 2-4 febbraio   | 4        | 8 → 4     | |
| Semifinali           | 5 febbraio  | 10-11 febbraio | 2        | 4 → 2     | Incontri di andata e ritorno                                                                                             |
| Semifinali           | 5 febbraio  | 3-4 marzo      | 2        | 4 → 2     | Incontri di andata e ritorno                                                                                             |
| Finale               |             | 17 aprile      | 1        | 2 → 1     | Match unico allo stadio La Cartuja di Siviglia                                                                           |

## Squadre partecipanti
Le seguenti squadre sono qualificate per la competizione. Le squadre riserve non sono ammesse.
| La Liga le 20 squadre della stagione 2019-2020 | Segunda División le 22 squadre (riserve escluse) della stagione 2019-2020 | Segunda División B le migliori sette squadre di ciascun gruppo della stagione 2019-2020 escluse le squadre riserve | Tercera División la migliore squadra di ciascuno dei 18 gruppi della stagione 2019-2020 e le 14 migliori seconde, escluse le squadre riserve | Copa Federación le quattro semifinaliste dell'edizione 2020 | Leghe regionali i campioni di ognuna delle 20 federazioni territoriali nella stagione 2019-2020 |
| - Alavés - Athletic Bilbao - Atlético Madrid - Barcellona - Betis - Celta Vigo - Eibar - Espanyol - Getafe - Granada - Leganés - Levante - Maiorca - Osasuna - Real Madrid - Real Sociedad (detentore) - Real Valladolid - Siviglia - Valencia - Villarreal | - Albacete - Alcorcón - Almería - Cadice - Deportivo La Coruña - Elche - Extremadura UD - Fuenlabrada - Girona - Huesca - Las Palmas - Lugo - Malaga - Mirandés - Numancia - Ponferradina - Rayo Vallecano - Real Oviedo - Real Saragozza - Racing Santander - Sporting Gijón - Tenerife | - Amorebieta - FC Andorra - Atlético Baleares - Badajoz - Burgos - Calahorra - Cartagena FC - Castellón - Córdoba - Cornellà - Coruxo - Guijuelo - Haro Deportivo - Ibiza - Internacional - La Nucía - Linense - Leonesa - Lleida - Marbella FC - Olot - Peña Deportiva - Pontevedra - Rayo Majadahonda - Sabadell - San Fernando CD - UD Logroñés - Yeclano | - Alcoyano - Compostela - Coria - El Ejido - Gimnástica Segoviana - Ibiza Islas Pitiusas - L'Hospitalet - Laredo - Lealtad - Linares Deportivo - Llanera - SD Logroñés - Lorca Deportiva - Lucena - Marino - Mutilvera - Navalcarnero - Ourense CF - Poblense - Portugalete - Pulpileño - Quintanar - San Juan - Sestao River - Socuéllamos - Tarazona - Terrassa - Teruel - Torrelavega - Varea - Villanovense - Zamora CF | - Las Rozas - Llagostera - UCAM Murcia - Leioa              | - Anaitasuna - AUGC Deportiva - Buñol - Cantolagua - Cardassar - Chinato - Diocesanos - Épila - Guía - Marchamalo - Miengo - Montañesa - Móstoles CF - Racing Murcia - Racing Rioja - Real Titánico - Ribadumia - Rincón - Rusadir - Tomares |

## Partite

### Turno preliminare interterritoriale
| Squadra 1        | Risultato       | Squadra 2     |
| ---------------- | --------------- | ------------- |
| 11 novembre 2020 |                 |               |
| Real Titánico    | 0 - 2           | Anaitasuna    |
| Racing Rioja     | 3 - 0           | Diocesanos    |
| Miengo           | 0 - 1           | Ribadumia     |
| Montañesa        | 0 - 1           | Cantolagua    |
| Cardassar        | 0 - 0 (4-3 dtr) | Épila         |
| Tomares          | 3 - 0           | Chinato       |
| AUGC Deportiva   | 0 - 3           | Racing Murcia |
| Rusadir          | 1 - 2           | Rincón        |
| Guía             | 0 - 1           | Buñol         |
| Móstoles CF      | 0 - 0 (4-5 dtr) | Marchamalo    |

### Primo turno
Nel primo turno vengono accoppiate le dieci squadre vincitrici del turno preliminare a dieci squadre di Primera División. Le rimanenti sei squadre insieme alle ventidue di Segunda División vengono accoppiate con le quattro squadre provenienti dalla Copa Federación, con quattordici di Tercera División e dieci di Segunda División B. Infine le trentasei rimanenti di Segunda División B si affrontano tra loro. Nel caso in cui le squadre che si affrontano militano nella medesima categoria, la squadra di casa sarà decisa per sorteggio, altrimenti la squadra ospitante sarà quella che partecipa alla serie inferiore. Il primo turno si disputa dal 15 al 17 dicembre.
| Squadra 1            | Risultato   | Squadra 2         |
| -------------------- | ----------- | ----------------- |
| 15 dicembre 2020     |             |                   |
| Pulpileño            | 1 - 2       | Lugo              |
| Cantolagua           | 0 - 5       | Real Valladolid   |
| Marchamalo           | 2 - 3 (dts) | Huesca            |
| Portugalete          | 1 - 0       | Ponferradina      |
| Sestao River         | 0 - 2 (dts) | Tenerife          |
| Tomares              | 0 - 6       | Osasuna           |
| Lucena               | 0 - 3       | Siviglia          |
| Ourense CF           | 0 - 1 (dts) | Leganés           |
| Coria                | 2 - 3       | Real Oviedo       |
| 16 dicembre 2020     |             |                   |
| Coruxo               | 0 - 4       | Malaga            |
| Lealtad              | 1 - 2       | Alcorcón          |
| Burgos               | 2 - 0       | FC Andorra        |
| Córdoba              | 1 - 0       | Albacete          |
| L'Hospitalet         | 1 - 4       | Almería           |
| Quintanar            | 1 - 2       | Sporting Gijón    |
| San Fernando CD      | 0 - 2       | Castellón         |
| Numancia             | 4 - 1       | Lorca Deportiva   |
| Amorebieta           | 1 - 0       | UD Logroñés       |
| Atlético Baleares    | 0 - 1       | Fuenlabrada       |
| Cardassar            | 0 - 3       | Atlético Madrid   |
| Ibiza Islas Pitiusas | 0 - 2       | Sabadell          |
| Internacional        | 0 - 3       | Linares Deportivo |
| Las Rozas            | 1 - 0       | Mirandés          |
| Llagostera           | 0 - 1 (dts) | Espanyol          |
| Racing Murcia        | 0 - 5       | Levante           |
| Terrassa             | 2 - 4 (dts) | Valencia          |
| Torrelavega          | 0 - 2 (dts) | Real Saragozza    |
| Guijuelo             | 0 - 1       | Maiorca           |
| Rayo Majadahonda     | 1 - 2 (dts) | Yeclano           |
| Marbella FC          | 1 - 0 (dts) | Lleida            |
| Calahorra            | 0 - 1       | La Nucía          |
| Buñol                | 1 - 2       | Elche             |
| Leioa                | 0 - 6       | Villarreal        |
| Rincón               | 0 - 2       | Alavés            |
| Marino               | 0 - 1       | Cornellà          |
| 17 dicembre 2020     |             |                   |
| Deportivo La Coruña  | 1 - 0       | El Ejido          |
| Navalcarnero         | 1 - 0       | Badajoz           |
| San Juan             | 0 - 2       | Granada           |
| Anaitasuna           | 1 - 2       | Getafe            |
| Gimnástica Segoviana | 0 - 2       | Girona            |
| Ibiza                | 2 - 1 (dts) | Compostela        |
| Leonesa              | 1 - 0       | Villanovense      |
| Mutilvera            | 1 - 0       | Racing Santander  |
| Ribadumia            | 0 - 2       | Cadice            |
| Teruel               | 2 - 3 (dts) | Rayo Vallecano    |
| Peña Deportiva       | 4 - 1       | Tarazona          |
| UCAM Murcia          | 0 - 2       | Betis             |
| Pontevedra           | 2 - 1       | Cartagena FC      |
| Varea                | 0 - 4       | Las Palmas        |
| Alcoyano             | 4 - 1       | Laredo            |
| Extremadura UD       | 1 - 2       | Socuéllamos       |
| Llanera              | 0 - 5       | Celta Vigo        |
| Racing Rioja         | 0 - 2       | Eibar             |
| 23 dicembre 2020     |             |                   |
| Haro Deportivo       | 2 - 1       | Linense           |
| Zamora CF            | 2 - 1       | SD Logroñés       |
| 30 dicembre 2020     |             |                   |
| Poblense             | 1 - 2       | Olot              |

### Secondo turno
| Squadra 1           | Risultato       | Squadra 2       |
| ------------------- | --------------- | --------------- |
| 5 gennaio 2021      |                 |                 |
| Córdoba             | 1 - 0           | Getafe          |
| Ibiza               | 5 - 2           | Celta Vigo      |
| Linares Deportivo   | 0 - 2           | Siviglia        |
| Zamora CF           | 1 - 4           | Villarreal      |
| Alcorcón            | 2 - 1           | Real Saragozza  |
| Marbella FC         | 2 - 3 (dts)     | Real Valladolid |
| 6 gennaio 2021      |                 |                 |
| La Nucía            | 0 - 1           | Elche           |
| Numancia            | 1 - 2           | Almería         |
| Portugalete         | 1 - 2           | Levante         |
| Socuéllamos         | 0 - 2           | Leganés         |
| Haro Deportivo      | 1 - 3           | Rayo Vallecano  |
| Leonesa             | 1 - 2 (dts)     | Granada         |
| Mutilvera           | 1 - 3           | Betis           |
| Navalcarnero        | 1 - 0           | Las Palmas      |
| Cornellà            | 1 - 0           | Atlético Madrid |
| Burgos              | 0 - 2           | Espanyol        |
| Deportivo La Coruña | 0 - 1           | Alavés          |
| Olot                | 0 - 3           | Osasuna         |
| Castellón           | 0 - 2           | Tenerife        |
| Fuenlabrada         | 2 - 2 (7-6 dtr) | Maiorca         |
| Malaga              | 1 - 0 (dts)     | Real Oviedo     |
| 7 gennaio 2021      |                 |                 |
| Amorebieta          | 0 - 1           | Sporting Gijón  |
| Girona              | 2 - 1 (dts)     | Lugo            |
| Peña Deportiva      | 0 - 0 (2-0 dtr) | Sabadell        |
| Pontevedra          | 0 - 0 (4-5 dtr) | Cadice          |
| Yeclano             | 1 - 4           | Valencia        |
| Alcoyano            | 2 - 1           | Huesca          |
| Las Rozas           | 3 - 4 (dts)     | Eibar           |

### Sedicesimi di finale
| Squadra 1       | Risultato       | Squadra 2       |
| --------------- | --------------- | --------------- |
| 16 gennaio 2021 |                 |                 |
| Almería         | 5 - 0           | Alavés          |
| Peña Deportiva  | 1 - 4 (dts)     | Real Valladolid |
| Girona          | 2 - 0           | Cadice          |
| Fuenlabrada     | 1 - 1 (2-4 dtr) | Levante         |
| Leganés         | 0 - 1 (dts)     | Siviglia        |
| Rayo Vallecano  | 2 - 0           | Elche           |
| 17 gennaio 2021 |                 |                 |
| Espanyol        | 0 - 2           | Osasuna         |
| Malaga          | 1 - 2           | Granada         |
| Sporting Gijón  | 0 - 2           | Betis           |
| Navalcarnero    | 3 - 1           | Eibar           |
| Alcorcón        | 0 - 2           | Valencia        |
| Tenerife        | 0 - 1           | Villarreal      |
| 20 gennaio 2021 |                 |                 |
| Córdoba         | 0 - 2           | Real Sociedad   |
| Alcoyano        | 2 - 1 (dts)     | Real Madrid     |
| 21 gennaio 2021 |                 |                 |
| Ibiza           | 1 - 2           | Athletic Bilbao |
| Cornellà        | 0 - 2 (dts)     | Barcellona      |

### Ottavi di finale
| Squadra 1       | Risultato       | Squadra 2       |
| --------------- | --------------- | --------------- |
| 26 gennaio 2021 |                 |                 |
| Real Valladolid | 2 - 4           | Levante         |
| Betis           | 3 - 1 (dts)     | Real Sociedad   |
| Girona          | 0 - 1           | Villarreal      |
| 27 gennaio 2021 |                 |                 |
| Siviglia        | 3 - 0           | Valencia        |
| Almería         | 0 - 0 (5-4 dtr) | Osasuna         |
| Rayo Vallecano  | 1 - 2           | Barcellona      |
| 28 gennaio 2021 |                 |                 |
| Navalcarnero    | 0 - 6           | Granada         |
| Alcoyano        | 1 - 2           | Athletic Bilbao |

### Quarti di finale
| Squadra 1       | Risultato       | Squadra 2       |
| --------------- | --------------- | --------------- |
| 2 febbraio 2021 |                 |                 |
| Almería         | 0 - 1           | Siviglia        |
| 3 febbraio 2021 |                 |                 |
| Levante         | 1 - 0 (dts)     | Villarreal      |
| Granada         | 3 - 5 (dts)     | Barcellona      |
| 4 febbraio 2021 |                 |                 |
| Betis           | 1 - 1 (1-4 dtr) | Athletic Bilbao |

### Semifinali
| Squadra 1                  | Totale | Squadra 2  | Andata | Ritorno     |
| -------------------------- | ------ | ---------- | ------ | ----------- |
| 10 febbraio / 3 marzo 2021 |        |            |        |             |
| Siviglia                   | 2 - 3  | Barcellona | 2 - 0  | 0 - 3 (dts) |
| 11 febbraio / 4 marzo 2021 |        |            |        |             |
| Athletic Bilbao            | 3 - 2  | Levante    | 1 - 1  | 2 - 1 (dts) |

### Finale
| Arbitro: | Martínez Munuera |

|  |           |                                          |
|  | Marcatori | 60’ Griezmann 63’ de Jong 68’, 72’ Messi |

## Statistiche
- Miglior attacco: Barcellona (16)
- Partita con più reti: Granada – Barcellona 3-5 (8)
- Partita con maggiore scarto di reti: 3 partite[8] 0-6 (6)